# Liste der Bodendenkmäler in Großlangheim
Auf dieser Seite sind die Bodendenkmäler in dem unterfränkischen Markt Großlangheim zusammengestellt. Diese Tabelle ist eine Teilliste der Liste der Bodendenkmäler in Bayern. Grundlage ist die Bayerische Denkmalliste, die auf Basis des Bayerischen Denkmalschutzgesetzes vom 1. Oktober 1973 erstmals erstellt wurde und seither durch das Bayerische Landesamt für Denkmalpflege geführt wird. Die folgenden Angaben ersetzen nicht die rechtsverbindliche Auskunft der Denkmalschutzbehörde.

## Bodendenkmäler in Großlangheim
| Lage       | Objekt                                                                                | Akten-Nr.     | Bild |
| ---------- | ------------------------------------------------------------------------------------- | ------------- | ---- |
| (Standort) | Siedlungs- oder Opferplatz des Mesolithikums und des Neolithikums sowie Siedlungen    | D-6-6227-0012 |      |
| (Standort) | Bestattungsplatz mit Grabhügeln vorgeschichtlicher Zeitstellung.                      | D-6-6227-0013 |      |
| (Standort) | Bestattungsplatz mit Grabhügel vorgeschichtlicher Zeitstellung.                       | D-6-6227-0014 |      |
| (Standort) | Brandgräber der Urnenfelderzeit.                                                      | D-6-6227-0015 |      |
| (Standort) | Siedlung der Urnenfelderzeit.                                                         | D-6-6227-0016 |      |
| (Standort) | Freilandstation des Mesolithikums sowie Siedlung des Neolithikums.                    | D-6-6227-0018 |      |
| (Standort) | Siedlung der älteren und mittleren Latènezeit.                                        | D-6-6227-0019 |      |
| (Standort) | Siedlung der Großromstedter Kultur.                                                   | D-6-6227-0021 |      |
| (Standort) | Siedlung des Neolithikums und der Urnenfelderzeit.                                    | D-6-6227-0024 |      |
| (Standort) | Siedlung des Neolithikums, Brandgräber der Urnenfelderzeit                            | D-6-6227-0082 |      |
| (Standort) | Gräber der Hallstattzeit.                                                             | D-6-6227-0097 |      |
| (Standort) | Siedlung der Linearbandkeramik, der jüngeren Latènezeit und der römischen Kaiserzeit. | D-6-6227-0102 |      |
| (Standort) | Siedlung der Urnenfelderzeit und der jüngeren Latènezeit.                             | D-6-6227-0103 |      |
| (Standort) | Archäologische Befunde und untertägige Teile                                          | D-6-6227-0122 |      |
| (Standort) | Archäologische Befunde, spätmittelalterliche Vorgängerbauten und untertägige Teile    | D-6-6227-0123 |      |
| (Standort) | Archäologische Befunde und untertägige Teile der spätmittelalterlichen Kapelle        | D-6-6227-0124 |      |